# 스피처 우주망원경
스피처 우주 망원경(Spitzer Space Telescope)은 적외선 우주 망원경이며, 허블우주망원경, 콤프턴 감마선 관찰위성, 찬드라 엑스선 관찰위성과 함께 미국 항공우주국의 거대관찰위성(Great Observatories program)의 네 번째이자 마지막 망원경이다. 스피처 우주 망원경으로 명명되기 전에는 우주 적외선 망원경 기지(Space Infrared Telescope Facility, SIRTF)라고 불리었다.
스피처 우주 망원경의 임무 기간은 계획상으로는 2.5년이었지만, 내부의 액체 헬륨이 소진될 때인 5년 정도까지도 임무를 지속할 수 있을 것으로 예상되며, 이는 2007년 말 기점으로 2009년 4월 정도로 예측된다. 스피처 우주 망원경에 실린 장비 중, 유일하게 따뜻한 환경에서도 동작 가능한 IRAC은 그 이후에도 작동을 계속할 수 있을지도 모르나, 이 역시 불확실하다.
미국 항공우주국의 전통을 따라, 스피처 우주 망원경은 성공적으로 임무를 수행하기 시작하고서인 2003년 12월 18일에 명명되었다. 하지만 유명한 천문학자의 이름을 따서 몇몇 과학자들이 지어왔던 다른 망원경과는 달리, 스피처라는 이름은 일반인으로부터의 공모를 통하여 결정되었으며, 1940년대 중반 우주에 망원경을 놓는 계획을 최초로 제안한 라이만 스피처의 이름을 따서 이름 지어졌다.
스피처 우주 망원경은 2003년 8월 25일 1:35:39 (EDT)에 케이프커내버럴 공군 기지에서 델타 II 7920H ELV 로켓에 실려 발사되었다. 스피처 우주 망원경은 보통의 다른 위성처럼 지구를 중심으로 하는 지심궤도 상에 있는 것이 아니라, 태양을 중심으로 하는 일심궤도 상에 있으면서 지구를 따라서 궤도운동을 한다. 하지만 지구와의 거리가 일정하게 유지되는 것은 아니며, 매년 0.1 천문 단위씩 지구로부터 멀어져가고 있다. 주경의 직경은 85 cm이며, 구경비(F 값)는 12이므로, 초점 거리는 주 거울 직경의 12배인 10.2 m이다. 또한 주경은 베릴륨으로 제작되었으며, 5.5 켈빈으로 유지된다. 스피처 우주 망원경에는 총 3개의 장비가 탑재되어 있으며, 각각 3 - 180 ㎛ 파장 대역에서의 영상 및 측광, 5 - 40 ㎛ 대역에서의 분광, 5 - 100 ㎛ 대역에서의 분광측광을 담당한다.

## 역사
1970년대 초반, 천문학자들은 지구 대기권의 영향 밖에 적외선 망원경을 올려두는 것을 생각하기 시작했다. 초기에는 우주왕복선 적외선 망원경과 같이 미국 항공우주국의 우주왕복선에 싣고서는 계속 대기권 밖으로 비행하는 것을 구상하기도 하였다. 이러한 구상이 가능했던 것은, 그 당시에는 우주 왕복선을 매 주 비행하며 최대 30일까지도 체류할 수 있을 정도로 매우 효율적인 비행 기법이라고 생각하였기 때문이다.
1979년 미국 국립과학아카데미의 국립연구회의의 보고서인 "1980년대의 우주 천문학 및 천체물리학 전략"에 따르면, 우주왕복선 적외선 망원경이야말로 우주왕복선이 싣고 다니는 기지인 스페이스랩에 비치할 중요한 두 장비 중 하나로 인식하고 있었다. 해당 보고서는 앞으로 있을 익스플로러 위성 및 우주 왕복선의 운용을 낙관하며, 극저온으로 냉각된 적외선 망원경을 오랜기간 궤도상에 올려두고는 연구를 할 수 있을 것으로 전망하였다.
1983년 5월, 미국 항공우주국의 제안서는 우주왕복선의 적재량이 증가함에 따라 적외선 망원경 계획이 목전에 이르렀다고 기술하였다. SIRTF는 우주왕복선과 함께 발사되어 스페이스랩의 일부로 관측 동안에 우주 왕복선에 붙어있을 예정이었고, 관측 후에는 다시 지구로 귀환하여 재발사 준비를 할 것이었다. 첫 번째 비행은 1990년 정도에 이루어지고, 두 번째 계획은 1년 후에 이루어질 것으로 예상되었다.
1983년 1월 25일 발사된 익스플로러급의 적외선 천문 위성은 적외선 영역에서의 천문 연구를 위해 발사된 최초의 인공 위성으로, 앞으로 적외선 영역에서 많은 연구가 진전될 것이라는 희망을 보여주었다. 1983년 9월 경, 미국 항공우주국은 우주왕복선 적외선 망원경이 우주왕복선으로부터 떨어져 스스로 (free-flyer) 보다 긴 기간 동안 임무를 수행하는 것의 가능성에 대해 연구하기 시작했으며, 1985년의 STS-51-F에 실렸던 스페이스랩-2의 임무는 우주왕복선조차도 적외선 우주 망원경에 적합하지 않은 환경이며, 따라서 우주 왕복선으로부터 벗어나서 임무를 수행하는 것이 더 낫다는 것을 확인시켜 주었다.

스피처 우주 망원경은, 미국 항공우주국의 대형 망원경 프로그램 중 우주왕복선에 의해 발사되지 않은 유일한 망원경이다. 원래는 우주왕복선으로 발사될 계획이었으나, 1986년의 챌린저 참사 이후 망원경을 궤도에 올려놓기 위해 필요한 액체 수소/액체 산소로 구성된 센타우르 상부단은 우주왕복선에서 사용이 금지되었다. 망원경은 1990년대에 많은 재설계가 이루어졌는데, 주로 예산 문제 때문이었다. 이후, 작은 델타 발사체를 이용할 수 있을 정도로 훨씬 적은 임무만을 부여받게 되었다. 재설계 중 가장 중요한 부분은, 지구를 따라가는 궤도를 채용한 것이다. 지구궤도상의 극저온의 인공위성은 지구로부터 방출되는 엄청난 양의 열에 노출되어 있다. 따라서 인공위성을 지구를 도는 지심궤도가 아닌 태양을 중심으로 한 궤도에 놔두게 되면, 인공위성을 극저온 상태로 유지하기 위한 냉매인 헬륨의 양을 상당수 줄일 수 있고, 따라서 더 작고 가벼운 위성체를 구성할 수 있다. 이러한 궤도는 망원경의 방향을 쉽게 조정할 수 있게 해주지만, 통신을 위해서 심우주 통신망이 필요해진다.
망원경과 극저온실과 같은 주 장비는 볼 에어로스페이스 & 테크놀로지 사가 개발하였다. 기타 장비는 기업체, 학교, 정부기관 등이 공동 개발하였으며, 록히드 마틴에서 조립하였다. 임무는 캘리포니아 공과대학교의 제트 추진 연구소 및 스피처 과학 센터에서 관리하였다.

## 장비
스피처 우주 망원경은 3개의 장비를 탑재하고 있다.
- IRAC (Infrared Array Camera, 적외선 어레이 카메라) : 4개의 파장(3.6 µm, 4.5 µm, 5.8 µm, 8 µm)에 대해 동시에 작동하는 카메라이다. 각 모듈은 256 × 256 픽셀의 검출기로 구성되며, 단파장용 검출기는 인듐안티몬으로 제작되었고, 장파장용 검출기는 비소를 첨가한 실리콘으로 만들어졌다.

- IRS (Infrared Spectrograph, 적외선 분광기) : 4개의 모듈로 이루어진 적외선 분광기이며, 각 기기는 5.3-14 µm (저해상도), 10-19.5 µm (고해상도), 14-40 µm (저해상도), 19-37 µm (고해상도)의 파장을 검출한다. 각 모듈은 128x128 픽셀의 검출기로 이루어져 있으며, 단파장용 검출기는 비소를 첨가한 실리콘을 이용해서, 장파장용 검출기는 안티몬을 첨가한 실리콘을 이용해 만들어졌다.

- MIPS (Multiband Imaging Photometer for Spitzer, 스피처용 다밴드 영상 광도계) : 원적외선 영역의 3개의 검출기 어레이이다. 24 µm 파장용은 128 × 128 픽셀이며, 70 µm 파장용은 32 × 32 픽셀, 160 µm 파장용은 2 × 20 픽셀이다. 24 µm 검출기는 IRS 단파장 모듈과 동일하다. 70 µm 검출기와 160 µm 검출기는 모두 갈륨을 첨가한 저마늄으로 만들어졌지만, 160 µm 용 검출기는 기계적인 스트레스를 각 픽셀에 가해줌으로서 밴드갭을 낮추고, 장파장에 대한 민감도를 향상시켰다.

스피처 우주 망원경이 발사되기 이전의 적외선 관측은 우주와 지상 관측소에서 모두 이루어졌다. 하지만 지상 관측소는 적외선 관측을 하는 데 있어 매우 제한적이었다. 이는 지구 대기권과 망원경 자체가 모두 적외선을 방출하기 때문이고, 또한 대기권은 그 자체가 대부분의 적외선 영역에 대해 불투명하기 때문이다. 이러한 이유로, 지상 관측시에는 노출 시간을 길게 줘야만 했고, 긴 노출 시간은 결국 한낮에 별을 보려고 시도하는 것과 마찬가지로 희미한 천체를 탐지하는 것을 어렵게 하였다. IRAS나 ISO와 같은 이전의 우주에서의 적외선 관측은 1980년대와 1990년에 걸쳐 이루어져 왔으며, 천문학 기술에 있어서 많은 발전을 가져왔다.

## 결과

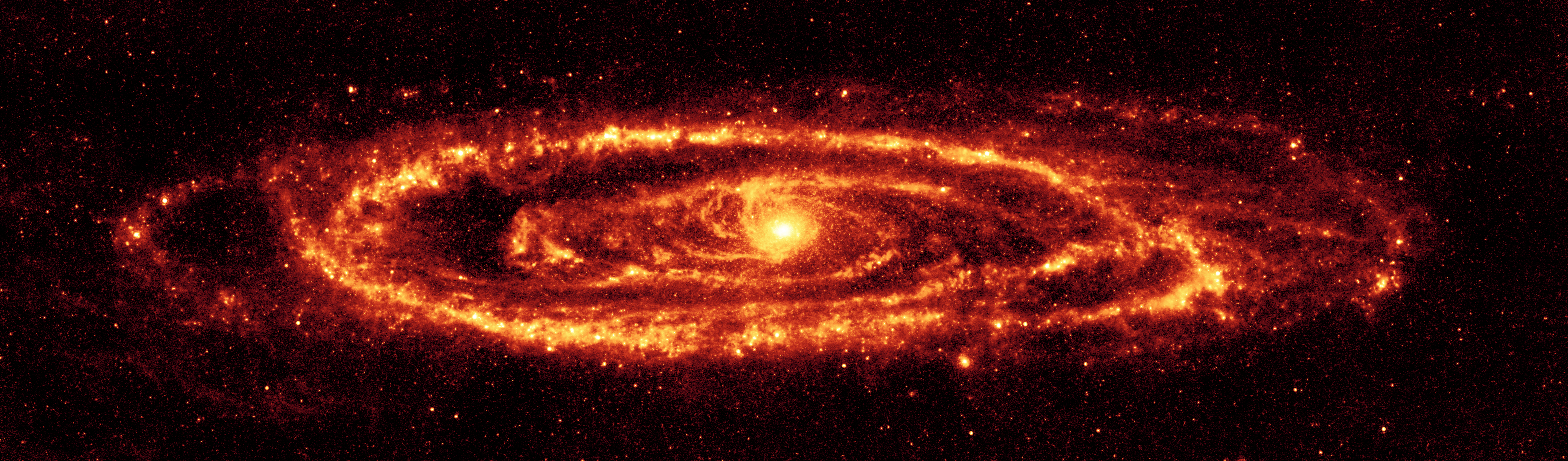
적외선으로 촬영된 안드로메다 은하(M31)의 영상.

스피처 우주 망원경이 최초로 촬영한 영상은 망원경의 능력을 보여주기 위해 계획되었다. 첫 영상은 항성이 생성되는 장면, 소용돌이치는 먼지 은하, 행성을 형성하는 먼지 원판 등을 포함했다. 그 후 스피처로 촬영된 영상은 매달 공개되고 있다. 가장 중요한 관측의 하나는 2005년 스피처 우주 망원경이 태양계 밖의 행성("뜨거운 목성" HD 209458b와 TrES-1)으로부터 오는 빛을 직접적으로 검출한 것이다. 이것은 태양계 밖 행성을 최초로 직접적으로 영상 관측한 것이다. 이제까지의 태양계 밖 행성에 대한 연구나 관측은 모두 그 행성이 공전하고 있는 항성의 행동으로부터 간접적으로 유추한 것뿐이었다. 2005년 4월, 스피처 우주 망원경은, Cohen-kuhi Tau/4 가 매우 젊고 이전에 이론으로 추론한 것보다 훨씬 적은 질량을 지닌 행성 원반을 지니고 있다는 것을 밝혀냄으로써, 행성 생성 연구에 있어 새로운 지평을 열었다.

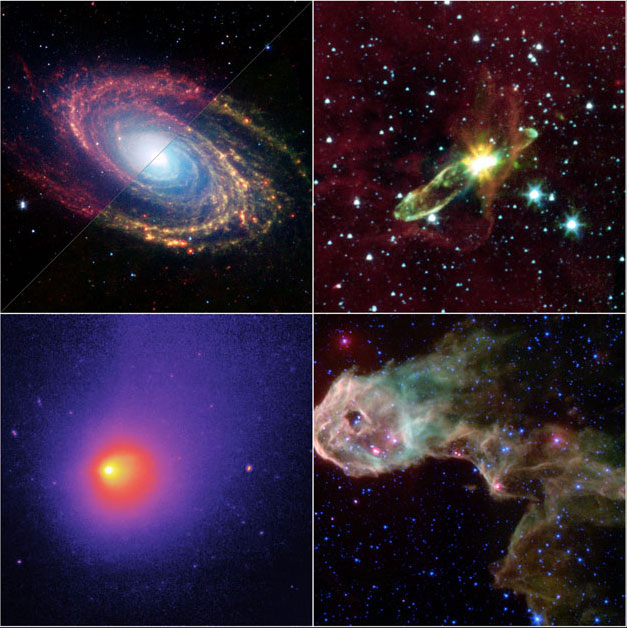
좌상으로부터 시계방향으로, 나선 은하 M81의 적외선 영상, Herbig-Haro 46/47 원시항성의 분출, IC1396의 암흑 구상체 촬영에서 얻어진 원시 행성, 슈바스만-바흐만 혜성이다.

스피처 우주 망원경은 비록 경우에 따라서는 참여 기관이나 중요한 프로젝트에만 사용이 허가되기는 하지만, 일반 천문학자들도 사용 시간 할당 요청을 할 수 있다. 주요 관측 대상은 항성 형성과정이나, 행성, 다른 은하 등이다. 촬영 영상은 교육 및 언론 등의 목적으로 자유롭게 이용 가능하다.
2004년, 스피처 우주 망원경은 희미하게 불타오르는 천체를 발견하였으며, 이는 이제까지 관측된 항성 중 가장 젊은 것으로 추정된다. 스피처 우주 망원경은 기체와 먼지로 구성된 L1014로 알려진 천체를 관측하도록 돌려졌었다. 그때까지 지상 관측소나 스피처 우주 망원경의 전신인 적외선 우주 관측소에 따르면 L1014는 단지 암흑으로 보일 뿐이었으나, 스피처 우주 망원경의 기술력에 힘입어, L1014 내부의 밝은 적색 점을 관측할 수 있었다.
이 천체를 발견한 텍사스 오스틴 대학교의 과학자들은 이 천체야 말로 주변의 구름으로부터 기체와 먼지를 흡수하고 있는 항성 진화의 매우 초기 단계이 있는 젊은 항성일 것이라고 믿고 있다. 하지만 초기에는, 그 뜨거운 천체가 지구와 L1014의 같은 축 상에, 하지만 L1014보다는 10배나 멀리 떨어진 다른 천체의 희미한 빛일 것으로 생각되었다. 이후의 지상에서의 근적외선 관측 역시 스피처 우주 망원경이 관측한 바로 그 지점에서 희미한 발광체를 검출하였고, 그 발광은 너무나도 약해서, L1014보다 멀리 떨어져 있는 천체로 생각할 수 없었으며, 따라서 L1014내부에 있는 항성으로 결론나게 되었다. (Young et al., 2004)
2005년, 위스콘신 매디슨 대학교 및 위스콘신 화이트워터 대학교의 천문학자들은 스피처 우주 망원경을 사용한 400시간의 관측으로부터 우리 은하는 알려져왔던 것보다 훨씬 높은 밀도의 중심을 지나는 막대 구조를 가지고 있다고 결론내었다.
또한 2005년, 미국 항공우주국 고다드 우주비행센터의 알렉산더 카실링스키 (Alexander Kashlinsky)와 존 매터 (John C. Mather)는 스피처 우주 망원경이 최초로 찍은 영상들 가운데 하나가 전우주에서 가장 먼저 만들어진 별 가운데 하나의 빛을 검출했을 가능성이 있다고 보고하였다. 단순히 망원경을 조정하기 위해 용자리에 있는 퀘이사를 찍은 영상에서 알려져 있는 천체를 제외하고 보았을때, 적외선 상의 천체군을 발견할 수 있었다. 연구진은 영상을 우주 팽창에 따른 적색 편이로 계산해본 결과, 해당 천체군은 대폭발이 있은 뒤 겨우 100만년이 지난 후에 만들어진 항성으로 이루어진 것으로 결론내렸다.

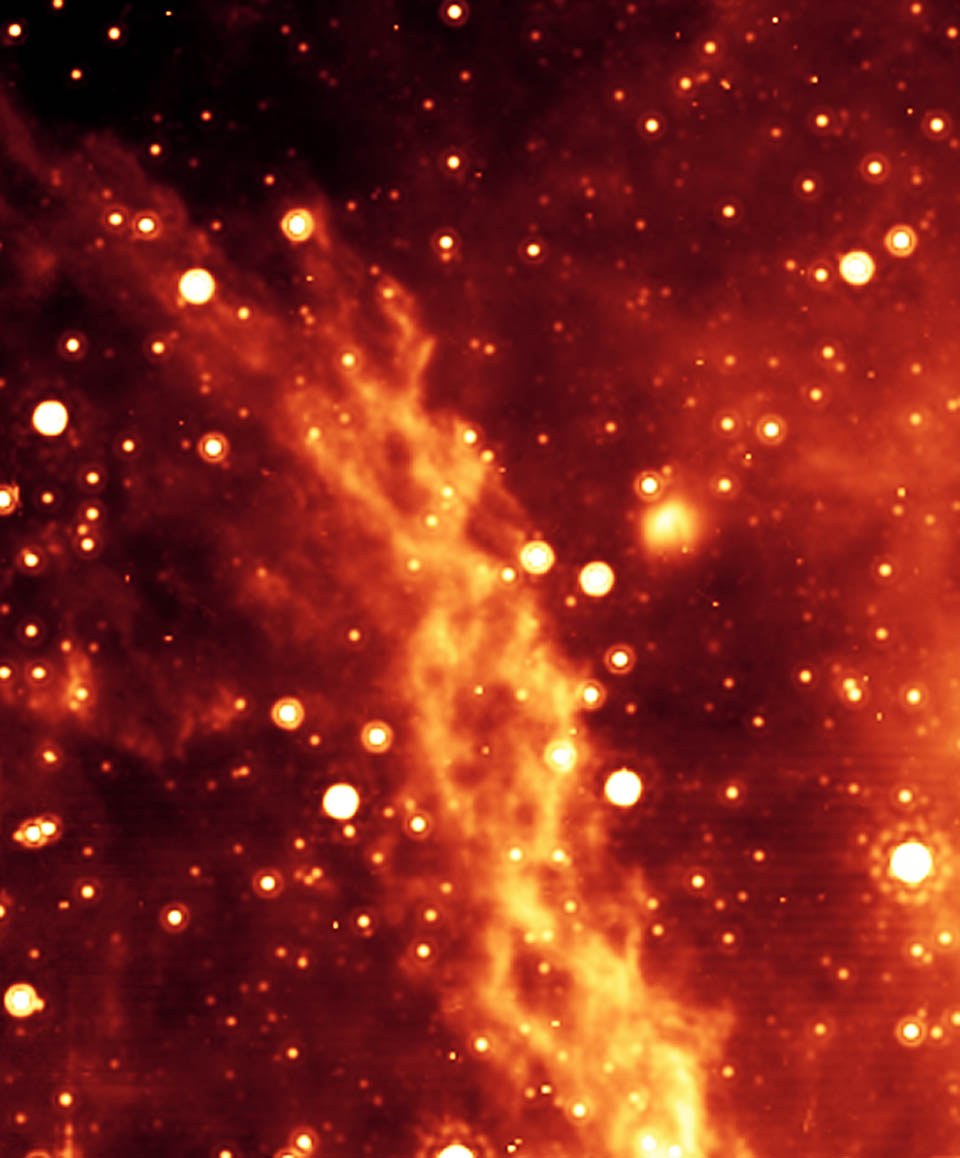
은하 중심 근처에 있는 이중 나선 성운. 태양보다 1000배는 큰 자기적 비틀림에 의해 형성되는 것으로 생각된다.

2006년 3월, 천문학자들은 우리 은하 중심부 근처에서 80 광년의 길이를 지닌 이중 나선 성운을 발견하였다. 이는 이름 그대로, 서로 꼬여 있으면서 DNA와 유사한 이중 나선 구조를 가지고 있었다. 이 현상은 해당 성운으로부터는 300 광년, 지구로부터는 25,000 광년 떨어져 있는 은하 중심의 초질량 블랙홀을 공전하는 기체판에 의해 대규모로 자기장이 유도되기 때문으로 생각된다. 이 성운은 스피처 우주 망원경으로부터 발견되었으며, 2006년 3월 16일 네이처에 발표되었다.
2007년 5월, 천문학자들은 HD 189733 b의 대기 온도 지도를 성공적으로 완성하였고, 이는 태양계 밖 행성에 대한 최초의 지도이다.

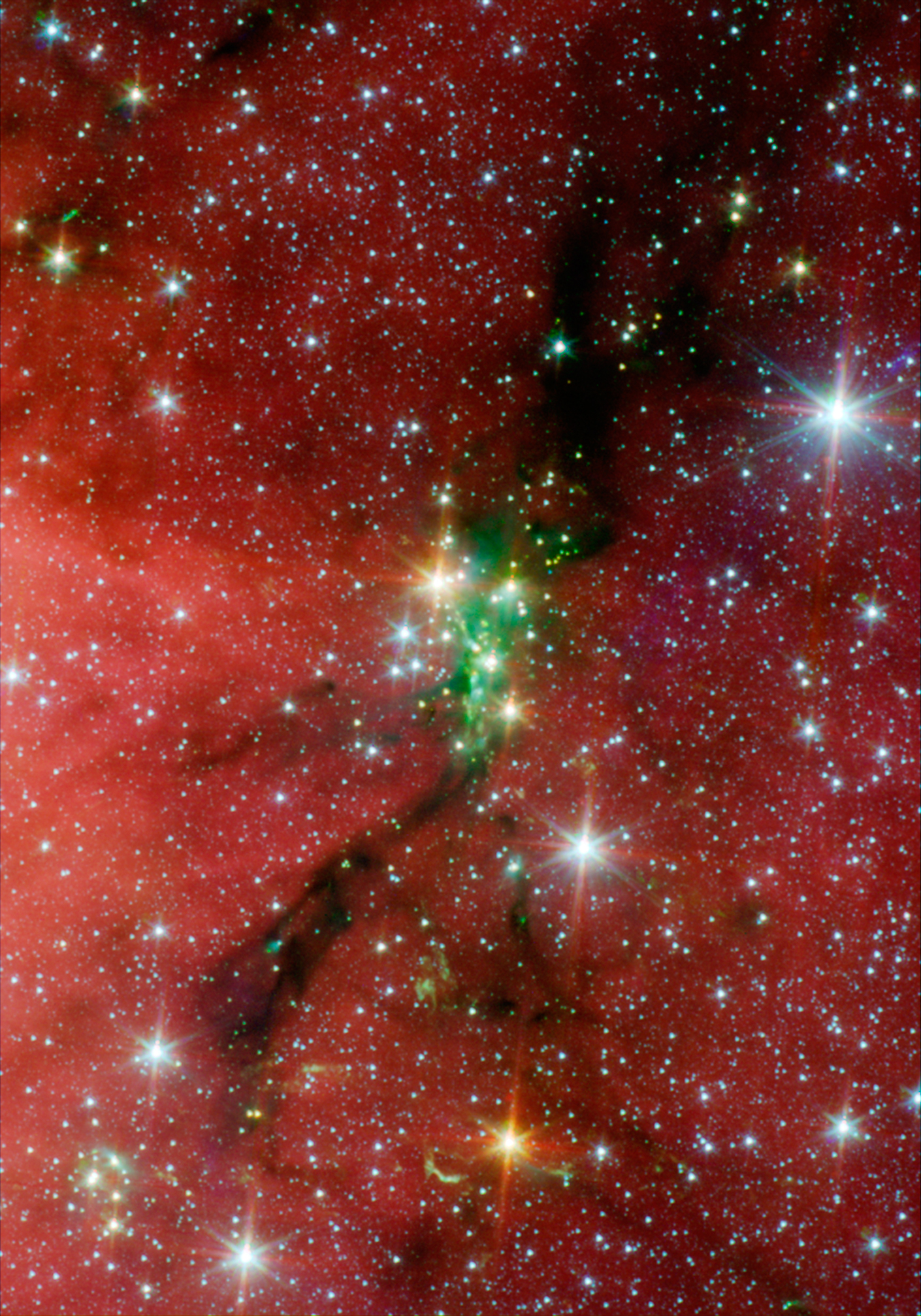
새로운 항성을 형성하는 뱀자리 남쪽 성단

2006년 9월 이후로, 스피처 우주 망원경은 굴드대를 다양한 파장 영역에서 관측하는 연구에 사용되기도 하였다. 첫 번째 관측은 2006년 9월 21일부터 27일 사이에 이루어졌으며, 뱀자리에 있는 50개의 젊은 항성으로 구성된 성단인 뱀자리 남쪽 성단을 발견하였다.

## 같이 보기
- 우주 망원경

## 참조 문헌
1. ↑  엄남석 기자 (2020년 1월 18일). “우주장막 거둔 적외선 망원경 '스피처' 30일 퇴역”. 연합뉴스. 2020년 1월 21일에 확인함.
2. ↑  Watanabe, Susan (2007년 11월 22일). “Studying the Universe in Infrared”. NASA. 2019년 7월 7일에 원본 문서에서 보존된 문서. 2007년 12월 8일에 확인함.
3. ↑  Kwok, Johnny (Fall 2006). “Finding a Way: The Spitzer Space Telescope Story”. 《Academy Sharing Knowledge》. NASA. 2007년 9월 8일에 원본 문서에서 보존된 문서. 2007년 12월 9일에 확인함.
4. ↑  “Press Release: NASA's Spitzer Marks Beginning of New Age of Planetary Science”. 2008년 5월 9일에 원본 문서에서 보존된 문서. 2008년 7월 3일에 확인함.
5. ↑  “Infrared Glow of First Stars Found: Scientific American”. 2007년 10월 10일에 원본 문서에서 보존된 문서. 2005년 11월 3일에 확인함.